# Marwan ibn al-Hakam
Marwān ibn al-Ḥakam (in arabo مروان بن الحكم‎?; La Mecca, 623 – Damasco, 685) è stato il quarto Califfo omayyade, dopo il Califfato di Muʿāwiya II.
L'ascesa al potere di Marwan fu resa complicata dal fatto che egli non apparteneva al ramo "sufyanide" degli Omayyadi, bensì a un ramo collaterale.
Non era peraltro personaggio oscuro, essendo stato il principale collaboratore del terzo Califfo "ortodosso" ʿUthmān b. ʿAffān, che era un suo cugino.
Il Profeta Maometto lo aveva maledetto insieme al padre al-Ḥakam b. Abī l-ʿĀṣ e lo aveva condannato all'esilio, ingiungendo loro di non tornare più a Medina. Durante il Califfato di ʿUthmān, questi autorizzò tuttavia i due a tornare nella capitale islamica. Consegnò anche ad al-Hakam 100.000 dirham del Bayt al-Māl (erario). Marwan sfruttò i suoi vincoli stretti di parentela col califfo e fu così nominato governatore di Medina. Un certo numero di teologi sunniti, fra cui Ibn Taymiyya, hanno discusso circa l'autenticità di simili tradizioni. Tuttavia i primi teologi hanno registrato tali accadimenti.
Durante la "Battaglia del Cammello" Marwan ibn al-Hakam si dice avesse colpito il suo stesso compagno d'armi, il Compagno Ṭalḥa b. ʿUbayd Allāh con una freccia alla coscia che ne avrebbe causato presto la morte. Marwan avrebbe ucciso Ṭalḥa per vendicare la sua ribellione al terzo califfo ʿUthmān:
"Vidi quest'uomo (Talha) nei giorni in cui ‘Uthman fu assediato nella sua casa. Egli incitava ed esortava la folla affinché penetrasse nella casa e lo uccidesse". 23
Fu rimosso dalla sua posizione di segretario del Califfo ucciso nel 656 dal nuovo Califfo ʿAlī, per essere nuovamente nominato in quella sua carica da Muʿāwiya I, che era suo parente. Marwan fu infine rimosso dal posto di governatore di Medina quando ʿAbd Allāh b. al-Zubayr insorse contro Yazīd I. Da Medina, Marwan si recò a Damasco, dove si trovava quando Muʿāwiya II abdicò prima di morire.
Il breve governo della Umma da parte di Marwan fu caratterizzato dalla seconda guerra civile (fitna ) che contrappose gli Omayyadi a ‘Abd Allah ibn al-Zubayr, che prese il controllo di Hijaz, Iraq, Egitto e altre parti ancora della Siria. Marwan riuscì a imporsi nella battaglia di Marj Rāhiṭ, inaugurando così la branca omayyade-marwanide del Califfato. Riuscì anche a riprendere il controllo di Egitto e Siria ma non riuscì a eliminare il suo rivale, trincerato a Mecca.
La Shi'a non considera alcun califfo omayyade, e spesso neppure i tre califfi che precedettero ʿAlī, come Califfo legittimo.